# باستین کورز
باستین کورز (انگلیسی: Bastian Kurz؛ زادهٔ ۲۳ سپتامبر ۱۹۹۶) بازیکن فوتبال اهل آلمان است.
از باشگاه‌هایی که در آن بازی کرده‌است می‌توان به باشگاه فوتبال آگسبورگ اشاره کرد.